# Fadil Novalić

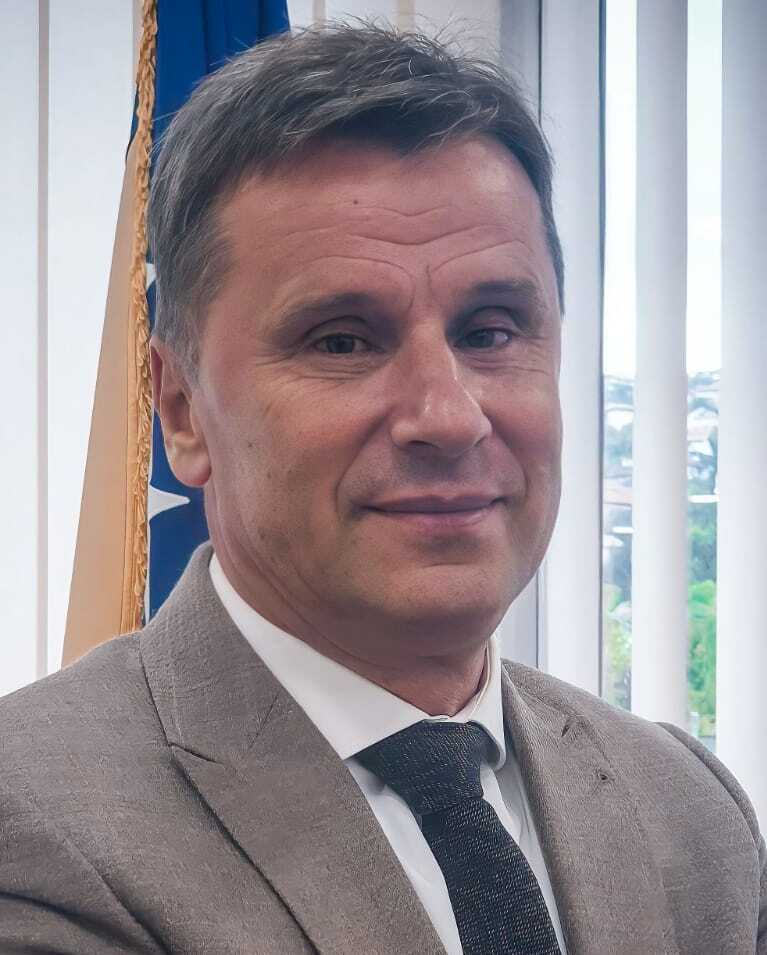
Fadil Novalić

Fadil Novalić (geboren am 25. September 1959 in Gradačac) ist ein bosnischer Politiker der SDA. Er war von 2015 bis 2023 Premierminister der Föderation Bosnien und Herzegowina.

## Biografie
1983 schloss er ein Studium an der Universität Sarajevo ab (Fakultät für Maschinenbau, Abteilung Motoren und Motorfahrzeuge). Er arbeitete in der bosnischen Fahrzeugindustrie und hat ein eigenes Unternehmen. Während des Bosnienkrieges 1992–1995 war er als Freiwilliger Mitglied der 107. Gradačac-Brigade und Leiter eines Projekts für militärische Ausrüstung bei TMD Gradačac.
Novalić ist bosniakischer Volkszugehörigkeit, verheiratet und hat drei Töchter.

## Politik
Novalić war von 2015 bis 2023 Premierminister der Föderation Bosnien und Herzegowina.

## Verurteilung
Fadil Novalić wurde am 5. April 2023 aufgrund seiner Rolle bei der Einfuhr von medizinischen Beatmungsgeräten („Respiratoren-Affäre“) u. a. wegen Amtsmissbrauch zweitinstanzlich durch den Gerichtshof von Bosnien und Herzegowina zu vier Jahren Haft verurteilt. Das Urteil ist rechtskräftig.